# ТЕЦ Любятув
52°42′48″ пн. ш. 15°51′11″ сх. д. / 52.71333° пн. ш. 15.85306° сх. д.
ТЕЦ Любятув — теплоелектроцентраль на заході Польщі, за три десятки кілометрів на захід від Гожува-Великопольського.
Станцію ввели в експлуатацію у 2013 році поблизу села Совя-Ґура в межах облаштування нафтогазового родовища Любятув. Тут встановили чотири генераторні установки на основі двигуна внутрішнього згоряння General Electric Jenbacher J620 загальною потужністю 13,4 МВт. Їх паливна ефективність при виробництві електроенергії становить 42 %, при цьому завдяки котлам-утилізаторам також виробляють теплову енергію.